# (591) Irmgard
(591) Irmgard – planetoida z pasa głównego asteroid okrążająca Słońce w ciągu 4 lat i 144 dni w średniej odległości 2,68 j.a. Została odkryta 14 marca 1906 roku w Landessternwarte Heidelberg-Königstuhl w Heidelbergu przez Augusta Kopffa. Nazwa planetoidy pochodzi od germańskiego imienia Irmgard. Przed nadaniem nazwy planetoida nosiła oznaczenie tymczasowe (591) 1906 TP.